# Sveti Eligije
Sveti Eligije (franc. Eloi; Limoges, oko 588. – Noyon, 1. prosinca 660.), francuski kršćanski svetac. 

## Životopis
Bio je zlatar i izrađivao je kovani novac u vrijeme franačkih kraljeva Klotara II. i Dagoberta I., a bio je njihov cijenjeni savjetnik. Bio je veliki dobročinitelj, otkupljivao je robove, gradio je samostane i crkve, a 632. godine sagradio je i čuveni benediktinski samostan Solignac u biskupiji Limoges.
Poslije smrti kralja Dagoberta I. 639. godine napušta kraljevski dvor i postaje svećenik. 641. godine posvećen je za biskupa u Noyonu u sjevernoj Francuskoj. Preveo je mnoge Germane na kršćansku vjeru. Umro je 1. prosinca 660. u Noyonu.

## Štovanje
Relikvije svetog Eligija čuvaju se u katedrali u Noyonu. Zaštitnik je mnogih obrtnika koji se bave metalima, a posebno zlatara.

## Vanjske poveznice

### Sestrinski projekti
|  | Zajednički poslužitelj ima još gradiva o temi Sveti Eligije |

### Mrežna mjesta
- Sveti Eligije iz Noyona  Arhivirana inačica izvorne stranice od 8. prosinca 2015. (Wayback Machine), sveci.net